# Francesco Cittadella
Francesco Cittadella  (né à Vico en 19 février 1740, mort le 30 septembre 1781 à Speloncato)  est un ecclésiastique qui fut évêque du Nebbio de 1772 à 1775 puis évêque de Mariana et Accia de 1775 à 1781.

## Biographie
Né à Vico, il est nommé évêque du Nebbio en 1772 et reçoit ses bulles pontificales de confirmation le 15 mars 1773.
En 1773, il est l'un des trois députés, en l'occurrence celui du clergé, qui portent à Versailles au roi Louis XV les vœux de l'Assemblée de Corse.
Il est transféré au diocèse de Mariana et Accia en 1775 et de nouveau confirmé le 29 mai 1775.
Il meurt au cours d'une visite pastorale à Speloncato et est inhumé dans la crypte de l'église San Michele Arcangelo l'actuelle collégiale Santa Maria Assunta.